# Кошелевка
Ко́шелевка (рос. Кошелевка, башк. Кошелевка) — село (у минулому присілок) у складі Дуванського району Башкортостану, Росія. Входить до складу Михайловської сільської ради.
Населення — 3 особи (2010; 3 у 2002).
Національний склад:
- росіяни — 100 %